# Аліґарг (округ)
Аліґарг - округ у штаті Уттар-Прадеш, Індія. Площа округу становить 3747 км², а населення 3673889 осіб (станом на 2011). 

## Демографія
Із 3673889 мешканців округу 1951996 (53.1 %) становлять чоловіки та 1721893 (46.9 %) становлять жінки. В окрузі зареєстровано 611371 домогосподарств (із яких 33.4 % у містах та 66.6 % у селах). У містах проживає 1217191 осіб (33.1 %), а в селах 2456698 осіб (66.9 %). Грамотними є 2092567 осіб (57.0 %), а неграмотними 1581322 осіб (43.0 %). Грамотними є 65.7 % чоловіків та 47.0 % жінок.

## Міста
- Аліґарг
- Атраулі
- Бараулі-Рао
- Бесван
- Чандаус
- Чхарра-Рафатпур
- Ґабгана
- Гардуаґандж
- Іґлас
- Джалалі
- Джаттарі
- Джаван-Сікандарпур
- Кауріаґандж
- Кхайр
- Кол-Тегсіл
- Маліпура
- Пілкхана
- Асімпур-Повер-Гоусе-Олоні
- Віджайґарг